# Петрушовка
Петрушовка (укр. Петрушівка) — село,
Петрушовский сельский совет,
Ичнянский район,
Черниговская область,
Украина.
Код КОАТУУ — 7421782401. Население по переписи 2001 года составляло 288 человек .
Является административным центром Петрушовского сельского совета, в который, кроме того, входят сёла 
Власовка,
Пролески, посёлки
Качановка и
Шевченко.

## Географическое положение
Село Петрушовка находится в месте слияния небольших безымянных речушек, 
на противоположных берегах которых расположены село Власовка и посёлок Качановка.
На реках сделаны запруды.
Через село проходит автомобильная дорога Т-2515. 
Расстояние до районного центра:Ичня : (19 км.), до областного центра:Чернигов (119 км.), до столицы:Киев (158 км.).

## История
- 1600 год — дата основания.
- Есть на карте 1826-1840 годов.[4]
- в 1859 году в деревне владельческой Петрушевка 3 стана Ичнянской волости, Борзянского уезда Черниговской Губернии было 49 дворов и 325 жителей[5]